# Kerry Carter
Kerry Carter (* 17. Januar 1991 in West Covina, Kalifornien) ist ein US-amerikanischer Basketballspieler, der derzeit ohne Verein ist. Nach seiner Zeit an der West Covina Highschool und einem darauffolgenden Studium zunächst am Citrus College und danach am St.Marys College, wechselte Carter zu Iberoster Teneriffa. Zur Saison 2016/17 ging Carter zu den Bayer Giants Leverkusen. In der darauffolgenden Saison 2017/18 ging Carter nach Italien zu Napoli Basket. Im Januar 2018 wechselte Carter zu Hapoel Haifa. Seit dem Sommer 2018 ist er ohne Verein.

## Karriere

### College
Nach seiner Anfangszeit am Citrus College wechselte Carter im Jahr 2013 an das St.Marys College. Dort absolvierte er in zwei Jahren 63 Spiele, davon 31 als Senior. In seinem letzten Jahr legte er im Durchschnitt 12,1 Punkte sowie 5 Rebounds, 1,5 Assists und 1,5 Steals pro Partie auf.

### Iboster Teneriffa
In seinem ersten Jahr als Profi absolvierte Carter fünf Spiele für Iberoster Teneriffa, er wurde während der Saison nachverpflichtet. In den fünf Spielen legte er im Durchschnitt 3,2 Punkte pro Spiel auf. Nach den fünf Spielen konnten sich Carter und der Verein auf keinen neuen Vertrag einigen, weshalb er die Spanier wieder verließ. Als Folge wechselte er seinen Spieleragenten.

### Bayer Giants Leverkusen (2016/17)
Bei seiner nächsten Profistation, den Bayer Giants Leverkusen, dominierte Carter die 2. Basketballbundesliga ProB nach Belieben und legte Durchschnittswerte von 24,8 Punkten, 4 Rebounds, 5,2 Assists sowie 2,9 Steals pro Partie auf. Dazu hatte er Wurfquoten von 54,4 % aus dem Feld, darunter 34,2 % Dreier sowie 84,2 % von der Freiwurflinie. Er erreichte mit den Bayer Giants Leverkusen das Viertelfinale, schied dort jedoch aus. Er wurde zum „Eurobasket.com All-German 2.Bundesliga Pro B Player of the Year“ gewählt.

### Napoli Basket (2017)
In Neapel absolvierte Carter 12 Spiele und legte im Durchschnitt 20,2 Punkte, 3,6 Rebounds 4 Assists und 1,8 Steals pro Spiel auf. Seine Wurfquoten beliefen sich auf 44,6 % aus dem Feld, darunter 37,6 % von jenseits der Dreierlinie und 76,0 % von der Freiwurflinie.

### Hapoel Basket (2018)
Im Januar 2018 wechselte Carter in die erste israelische Liga zu Hapoel Basket. Dort bestritt er 10 Spiele mit durchschnittlichen Statistiken in Höhe von 19,3 Punkten, 4,4 Rebounds, 3,3 Assists und 2,4 Steals pro Spiel auf. Seine Wurfquoten waren 46,2 % aus dem Feld, davon 34,8 % von der Dreierlinie und 74,3 % von der Freiwurflinie.

## Auszeichnungen
1× Eurobasket.com All-German 2. Bundesliga Pro B Player of the Year: 2017
1× Eurobasket.com All-German 2. Bundesliga Pro B Guard of the Year: 2017
1× Eurobasket.com All-German 2. Bundesliga Pro B 1st Team: 2017
1× Eurobasket.com German 2. Bundesliga Pro B All-Imports Team: 2017
1× Eurobasket.com German 2. Bundesliga Pro B All-Defensive Team: 2017